# Publi Postumi Albí Regil·lensis
Publi Postumi Albí Regil·lensis (llatí: Publius Postumius A. f. A. n. Albinus Regillensis), esmentat per Titus Livi com a Marcus Postumius, pertanyia a la gens Postúmia, una família patrícia.
Va ser tribú consolar l'any 414 aC i va morir en una revolta dels soldats als quals havia impedit saquejar la ciutat de Bolae, conquerida als eques, saqueig que els havia promès.